# Tiago Sarmento
Tiago Alves de Moraes Sarmento (Juiz de Fora, 24 de setembro de 1984) é um cantor, guitarrista, compositor, produtor e artista folk mineiro. Começou sua carreira musical aos 14 anos e lançou seu primeiro disco, O que fizeram com você?, em 2010. Criou o estilo "boho-folk", uma ramificação do folk que visa tocar sempre músicas mais amenas, com temas sobre amor entre amigos, auto-satisfação e desfrutar dos pequenos prazeres da vida. Seu último trabalho, Ye Olde Road To Reyourselfing, gravado em 2019 no estúdio Haus em Lisboa e, foi sua primeira empreitada na música internacional. O disco está previsto para ser lançado em julho de 2020.
Sarmento é conhecido na zona da mata mineira pelo seu jeito despojado de se vestir. Aliás, cunhou para o seu estilo a sub-categoria de boho-folk, na qual busca a simplicidade acima de tudo, com letras e melodias fáceis, leves e que visam sempre levar aos seus ouvintes sensações de alívio e prazer – mesmo que apenas temporariamente. O termo boho é uma abreviação de bohemian, e já vinha sendo utilizado na moda e na arquitetura de forma com o chamado boho-chic, tendência que distanciava o ideal boêmio dos românticos do início do século XIX do conceito transmitido pelo consumo da classe burguesa. O que Sarmento fez foi introduzir os valores da virada do século e toda a ideologia dos românticos – beleza em tudo, amor pela vida, verdade, solidão da cidade que crescia, o excesso de bebida e, especialmente, a arte ilimitada e totalmente sem formas como faziam Fernando Pessoa, Augusto dos Anjos, Toulouse-Lautrec – em detrimento à industrialização da modernidade ao se chegar no século XX, com a eletricidade, a esperança dos avanços industriais e, claro, os efeitos que provocariam nas artes.
Tradicionalmente sempre de chapéu Fedora e com uma garrafa de vinho em mãos, em 2017 Sarmento foi beneficiado pela segunda vez pela pela Lei Murilo Mendes de Incentivo à Cultura de Juiz de Fora (a primeira fora com seu segundo disco, Quando as Cores Acabarem, de 2013), que, através de processo seletivo, recebera verba para gravar seu terceiro e mais bem-sucedido disco, Folk it! (2017). O disco apresenta não apenas uma guinada na temática de suas letras e na simplicidade instrumental de seus arranjos, mas parte de uma mudança pessoal em sua vida. Inspirado em artistas folks como Bob Dylan, Simon & Garfunkel e Neil Young, juntamente com a música pantaneira e o rock rural de Almir Sater, Sá & Guarabyra, Zé Rodrix e Secos e Molhados, Sarmento trilha a linha das reinvenções de letras, reinterpretação de músicas e mudanças de estilo para melhor se adaptarem ao seu estilo quando ainda faz apresentações cover. Para 2020, prepara o seu primeiro lançamento em inglês, com o primeiro single Sistine Chapel Girl previsto para chegar às plataformas virtuais no dia 1º de maio de 2020.

## Vida pessoal
Filho da professora de educação física Wania Sarmento e do empresário Guilherme Sarmento, Tiago é fruto do segundo casamento de seu pai, tendo ainda mais três irmãos -  sendo um deles, o atleta hípico Rodrigo Sarmento, cavaleiro equestre medalha de ouro por equipe no Pan-Americano de 1999, em Winnipeg, na modalidade salto. Seu avô, Armando de Moraes Sarmento foi o fundador da agência de publicidade McCann-Erickson no Brasil em 1935 quando o grupo procurava entrada no mercado latino através de escritórios em Buenos Aires e no Rio de Janeiro - Armando também fora um dos fundadores da ABAP (Associação Brasileira de Agências de Publicidade).
De temperamento calmo e perceptivo, porém muitas vezes agitado e inquieto, desde criança Tiago demonstrava aptidão para a escrita e a narrativa. Seus primeiros poemas datam de 1995, época na qual iniciou suas aulas de violão até rapidamente desistir para tentar seguir uma paixão comum à família - ser jogador de handball. Porém logo em 1997 quando assistiu ao filme The Wonders - O Sonho Não Acabou, dirigido e estrelado pelo ator Tom Hanks, onde descobriu a atriz Liv Tyler e, por conseguinte, a banda Aerosmith, voltou ao seu interesse pela música, mas desta vez pela bateria. Desta forma, começou a brincar com os primos que tocavam guitarra e com o amigo e companheiro de projetos até hoje, Raphael “Vovô” Garone no baixo.
Sarmento sempre morou em Juiz de Fora e sempre abraçou a alma mineira. Sua paixão pelo mato e as cidades do interior constituem boa parte de sua obra lírica, tendo Carlos Drummond de Andrade e Alberto Caeiro, heterônimo de Fernando Pessoa, suas maiores inspirações. Sua forma de escrita é livre, por muitas vezes sem rimas ou métricas tais como repentistas, aedos e poetas caóticos que transgridem a forma tradicional de escrita.
Ademais, seu estilo boho-folk fez com que o artista se tornasse distinto em sua cidade. Suas roupas desleixadas do dia-a-dia, de estilo hippie ou cigano, o chapéu, os cabelos longos, bigode e barba, a companhia constante do vinho e outros amigos boêmios, misturados à sua enérgica e transcendental presença de palco, faz de Tiago um dos artistas singulares de seu tempo.
Paralelamente à música, Tiago seguiu os passos do avô e do pai e trabalhou como redator publicitário até ingressar no mestrado de Comunicação Social e seguir a vida acadêmica, outra inclinação que desde pequeno o jovem tinha: a curiosidade do pesquisador e a tendência a lecionar.

## Psicanálise e vida acadêmica
Ao final do 3º ano do ensino médio, Tiago ingressou na faculdade de Letras no Centro de Ensino Superior de Juiz de Fora – CES/JF. No último ano, largou o curso e, na mesma faculdade, se formou no fim de 2009 em Comunicação Social – Publicidade e Propaganda, obtendo o primeiro 100 com louvor do curso com o seu TCC “A Semiótica do Medo”, onde trabalhava com a semiótica de Charles S. Peirce, Sigmund Freud, especialmente o seu conceito de estranheza – das Unheimliche – e Edgar Morin sobre medo e cultura de massas e a crescente procura por filmes de super-heróis. Durante todo esse período, trabalhou em quase todas as agências publicitárias juizforanas como redator publicitário – chegando até mesmo a ganhar prêmio de Melhor Peça Criativa de Estudantes pelo Clube de Criação de Juiz de Fora em 2008. Após passar três meses em São Paulo em um processo de trainee na agência W/McCann, voltou para sua cidade natal para gravar seu segundo disco, Quando as Cores Acabarem, por ter ganho incentivo financeiro da Lei Murilo Mendes de 2010.
Em 2011, prevendo uma mudança no mercado da publicidade em cidades pequenas, aproveitou seu tema de TCC e ingressou na pós-graduação de  Psicanálise: Subjetividade e Cultura na Universidade Federal de Juiz de Fora (UFJF). Simultaneamente à especialização, também foi selecionado para o curso de mestrado em Comunicação Social no PPGCOM da mesma instituição. Sua dissertação falava sobre o conceito do Unheimliche dentre outras articulações da psicanálise freudiana e da cultura de massas para comparar qualitativamente determinadas cenas nos filmes Batman, de Tim Burton (1989) e Batman Begins, de Christopher Nolan (2005).
Neste período Tiago já lecionava no módulo de Psicanálise e Cultura no EBEPJF –  Espaço Brasileiro de Estudos Psicanalíticos de Juiz de Fora, vinculado aoEspace Analytiquè na França e já havia iniciado seu treinamento em Psicanálise. Naturalmente, seguiu o curso acadêmico e recebeu seu título de Doutor em Teoria Psicanalítica pela Universidade Federal do Rio de Janeiro em 2019, novamente falando sobre a imagem do herói para o psiquismo e suas correlações com o cinema pós os ataques de onze de setembro.
Sarmento publicou vários artigos em congressos e revistas. Destaca-se o capítulo de livro “What would the world be like without Captain Hook?” – A Freudian analysis on our love for (anti-)villains inserido no livro Pirates in History and Popular Culture e o ensaio bilíngue “Considerações psicanalíticas sobre o Natal e o Ano-novo”, um estudo basicamente inédito sobre o tema do sentimento de melancolia de final de ano e do chamado inferno astral.
Paralelamente à música, Sarmento continua suas pesquisas em psicanálise e heroísmo além de atender clinicamente e ministrar palestras.

## Música

### 1996-2010: Os primeiros anos e o “Projeto Cristina”
Tiago Sarmento começou a tocar aos 11 anos violão, mas logo desistiu. Retornou apenas após assistir incessantemente ao filme The Wonders – O Sonho Não Acabou! e aos chamados de seus primos e amigos, pois faltava um baterista no grupo. Aos 14 anos, em uma coincidência de carnaval, conheceu o que seria sua primeira namorada cuja banda de seu cunhado  carecia de um baterista. Ironicamente, no dia seguinte, sua mãe também lhe dera a mesma notícia – a mãe das garotas havia lhe dito a mesma coisa em um encontro casual. Foi assim que Tiago conheceu Edílson “Bill” Costa Terra, João Paulo Santiago, Edson Freitas e Marcelo Castro e, juntos, progrediram com a banda Dr. Froyd – com esta grafia. O grupo chegou a fazer relativo sucesso nos dois anos que esteve junto, tocando em vários eventos importantes, como o Ibitipoca Off-Road, maior competição de jeep e motos off-road da região, e do Festival de Bandas Novas, onde sagrou-se campeã da segunda edição.
Deste período surgiram duas composições: o primeiro riff de Sarmento - em Paula – e a letra de Cristina, em parceria com Marcelo Castro. Além disso, neste período teve sua primeira experiência dentro do estúdio gravando um EP com seis músicas.
Nesta época, Sarmento já compunha a todo vapor e o Aerosmith, especialmente o guitarrista Joe Perry já havia se tornado sua maior inspiração. Não demorou muito para migrar de instrumentos e, em um dia de manhã, ganhar de seu pai o que chama de sua  “primeira guitarra de verdade sem ser a Sonicblaster não-sei-o-que-lá”, uma Gibson Les Paul. A história desta aquisição pode ser conferida na faixa "35p" de seu álbum Boho. Logo em 2001, após a dissolução do Dr. Froyd, Tiago e um de seus melhores amigos do colégio já estavam com outra banda: os Poetas Mortos, desta vez com Tiago tocando guitarra e cantando. Desta união surgiu a música Fuga.
Em 2002 foi convidado pelo ator e diretor global Pablo Sanábio para compor a trilha sonora do curta-metragem “Inteiros”, indicado a melhor filme da categoria no Festival de Gramado do ano seguinte.
Em 2003, já com algum material compilado, Sarmento decidiu dar início às gravações de seu primeiro disco, O que fizeram com você?, e que só seria lançado sete anos e meio depois. Segundo Sarmento, "era uma concorrência pra ver quem lançava antes: Sarmento ou o Guns com o Chinese Democracy’”. Neste período, juntou com Thiago “Jim” Salomão e Hugo Mark e gravaram o total de seis músicas: Pecado Original, Cristina (sua parceria com Marcelo Castro, baixista da Dr. Froyd), Doce Criança, O Lugar das Estrelas, Hollywood Star – esta totalmente improvisada em estúdio – e Num Quarto Escuro (música se ficou de fora do disco).
Na segunda leva de gravações, feita em 2007, convidou Alexandre Bisaggio para assumir as baterias. Assim gravaram Fuga (da época dos Poetas Mortos), Satélite, Amor on the Rocks, Tio Bill, Exocrine e Os Reis da Noite, com participação especial do cantor W. Del Guiducci da banda Martiataka. Em 2009, pouco antes de prensar o disco, gravou ele mesmo a bateria, parte acústica, parte eletrônica, e convidou a cantora Louise Gracielle para cantar a faixa Bailarina, até hoje a que mais se destaca do disco, tendo sido lançada como single de edição remixada em 2020. É por volta deste período, 2007, que compõe com o amigo e músico Diogo Britto, até então guitarrista do Martiataka a música Vertigem. A capa do disco O que fizeram com você? conta com a modelo e ourives Jéssica Americano e fotografia de Fernando Priamo. 
Neste ínterim de 7 anos, Sarmento começou a deslanchar em sua carreira. Tocou junto da cantora e participante do The Voice Brasil Natalie Mendes durante pouco mais de um ano, depois fora convidado para se unir ao Martiataka, onde já teve a sua estreia em São Paulo, na boite Outs e participou mais tarde do GAS Sound, reality show de bandas promovido pela RedeTV! juntamente com o Guaraná Antártica – Sarmento saiu desta banda logo após a gravação do disco À moda do caos (2009), segundo registro autoral de estúdio do grupo. Nesta época, também, grava em casa a pré-produção de Obrigado, faixa de Guiducci, que viera a finalizar anos mais tarde e incorporar ao setlist de Folk It!. Também, ainda neste período, tocou com a banda Aknatha em tributo ao Pink Floyd, realizando vários shows pela Zona da Mata mineira e o tributo/cover ao The Doors, onde interpretava teatralmente Jim Morrison.  
Até hoje participa do projeto de surf music/reggae iniciado em 2006 The Barrels, um conglomerado artístico que toca esporadicamente em Minas Gerais e no Rio de Janeiro – em um dos últimos shows tendo fechado a noite para o artista Gabriel o Pensador (2019).

### 2011-2015: Tributos e Progressivos
Desgastado com a vida acadêmica e pessoal, Sarmento ficou um tempo sem trabalhar com música até ir para São Paulo quando recebeu a notícia que havia sido beneficiado pela Lei Murilo Mendes de Incentivo à Cultura de 2010 e poderia gravar seu segundo disco, que há muito já vinha compondo e pré-produzindo. Para tal, chamou o baixista Fred Fonseca para co-produzir o disco e, pela primeira vez com o baterista João Cordeiro, entraram em estúdio para gravar as músicas daquela sessão. Durante este período, devido à forte influência de Pink Floyd, Neil Young, Blind Melon e Secos e Molhados, o disco foi todo escrito em seu flat em São Paulo, onde todas as paredes eram cobertas por letras penduradas. Sarmento, aqui, se aventurou em um disco conceitual, desde a capa até a última música escondida, incluindo o próprio CD em si – a impressão da logo em branco deixava vazado alguns espaços que, assim como o lado oposto, emanavam todo o prisma de luz que passava por cima de sua face. Daqui nasce a bela canção Quando as Cores Acabarem que, segundo o compositor, seria uma metáfora sobre a perda da autenticidade em detrimento à vida mecânica exigida pelo modo capitalista de produção a partir da leitura de um artigo na internet sobre a descoberta de um novo mineral que traria um novo tom de azul. Ao considerar que os recursos naturais estão acabando e que as próprias cores uma vez vinham da natureza e são sintéticas, chegou a esta pergunta e, uma semana depois enquanto esperava seu personal trainer, escrevera a faixa-título em 5 minutos.
O disco também tem forte influência sobre as pessoas queridas da vida de Tiago que prematuramente começavam a falecer, como é o caso da canção Quando os anjos deixaram a cidade, escrita para uma ex-namorada que havia tirado sua própria vida – a quem o disco é totalmente dedicado.
Mas nem todas as músicas eram tão novas. A próprio riff de Quando os Anjos Deixaram a Cidade, O Rio Vai Transbordar, O Mundo Inteiro à Parte e Perfeição, já existiam há tempos. As últimas duas, por exemplo, foram duas das primeiras melodias na guitarra que Tiago compôs – Perfeição fora feita no mesmo dia em que ganhara sua Gibson Joe Perry.

### 2016 – 2019: O boho-folk e novasvibes
Após um hiato de quase dois anos, Sarmento decide retomar sua vida artística e, juntamente com o seu aceite no doutorado, veio o seu segundo aceite da Lei Murilo Mendes. Mas desta vez as coisas seriam todas diferentes. Morando no Rio de Janeiro e já conversando com o produtor Nando Costa – juzforano erradicado em Boston prestes a finalizar sua faculdade de Sound Engineering e Music Production na Berkeley University e já colaborando no estúdio Versão Acústica de Emmerson Nogueira – passaram pro um bom processo de pré-produção, eliminando oito músicas e finalizando o disco com 16. Todas foram gravadas em oito dias no estúdio Gigante de Pedra, no Rio de Janeiro, trazendo uma novidade para Sarmento, que foi a presença dos músicos no ambiente musical em todos os processos da gravação. 
Diferentemente do álbum anterior, já em outras vibrações, mais otimista e deixando de lado todo totalitarismo de resquício das influência de personagens como Roger Waters, Folk it! foi um disco trabalhado desde o início para funcionar como um disco de estrada, errante, cujo centro era o violão e voz, ao contrário das demais. Também há músicas tão antigas quando a década anterior aqui, como é o caso da resignada balada Só Mais Uma Vez e da supracitada Obrigado, em parceria com W. Del Guiducci – música que gerou o primeiro clipe de Sarmento.
Mas sem dúvidas a canção de maior alcance foi Uma Adega para o Fim do Dia. Em 2018 a canção foi escolhida par integrar a playlist oficial editorial do Spotify de Folk Nacional (atualmente removida), o que gerou uma enorme quantia de streams e trouxe, consigo, a canção Eu ouvi dizer. Estas duas tem altos números de ouvintes para músico independente e se tornaram as mais pedidas nos shows – sem contar a satírica Balada de um Xisforano, faixa bônus que caricaturiza os tipos que podem ser encontrados na visão do autor em sua cidade.
Sarmento também dividia seu tempo com a banda Ferrovelho, de Juiz de Fora, uma banda-tributo ao rock progressivo nacional e reinterpretava bandas e artistas como o Som Imaginário, Casa das Máquinas, Roberto Carlos e Raul Seixas, a própria The Barrels, e dois tributos acústicos: um ao músico Bob Dylan e o outro ao disco Into the Wild do músico Eddie Vedder. Também neste período, rodou a Zona da Mata mineira com The Keys to The Doors, banda tributo ao The Doors onde interpretava o vocalista Jim Morrison.
2017, ano de lançamento do disco, foi um excelente período com vários shows, incluindo uma abertura para o cantor Almir Sater em Juiz de Fora. As músicas que ficaram de fora já estavam pré-produzidas por Tiago e Nando, esperando apenas tempo e verba para entrar em estúdio. Durante este período, Sarmento fez inúmeros shows em todos os segmentos de estabelecimentos, mas havia uma preferência pelo músico: os encontros gastronômicos e de cervejas artesanais. Foi neste período que Tiago tocou em dois cartões postais de Juiz de Fora: o quase não utilizado Morro do Imperador e o Parque Halfeld.
No final de 2018, a saúde de Tiago estava enfraquecida devida a uma sucessão de fatores, incluindo o estresse da fase final de sua tese de doutorado e o contágio do zika vírus. Então ligou para Nando, marcaram no Estúdio Versão Acústica e gravaram Boho em quatro dias. Com a participação de Lorena Fernandes em Precisava Mesmo Disso? e de Eminho e Xerém, da banda Muamba, na música 35p, o disco foi facilmente gravado. A música com Lorena era sobra de Folk it! e foi bem recebida pelo público, assim como a música de abertura, Iris (it is what it is). Já Questão de Tato, letra de Sarmento e música de Cacáudio, uma mpb que Tiago transformou em uma espécie de folk-lounge também se faz presente - ela e Muito Prazer (ambas deste álbum), Obrigado e Eu Ouvi Dizer acabaram se tornando, posteriormente, as quatro primeiras faixas traduzidas para o inglês e tendo seus vocais regravados, dando início a um outro projeto nada urgente entre Tiago e Nando Costa .
No entanto, antes de lançar Boho, Tiago já havia gravado algumas faixas fechando quatro discos já com João Cordeiro na bateria - que também faria pequena participação especial em Ye Olde Road to Reyourselfing. Deixando apenas O Que Fizeram Com Você? como o único projeto de Sarmento que o baterista ainda não havia participado. Desta vez a maioria foi feita em seu próprio estúdio – Sleepyhouse, em homenagem à banda Blind Melon –, menos bateria e algumas guitarras. Duas músicas antigas foram registradas, Quem Sabe o Diabo e Toda História Tem Uma Garrafa. Ambas datam de antes de 2013, sendo que a segunda teve participação especial do artista mineiro no papel de uma garrafa de Uísque. Este foi o terceiro clipe de Tiago (o segundo seria A Essa Hora da Noite, de Folk it!) e conta com o próprio Landau e a atriz Gabi Roncatti. A parceria entre os dois gerou, ainda, a permissão do artista erradicado em São Paulo a reinterpretação de Tiago de sua famosa canção O Cowboy do Asfalto, música autobiográfica que Sarmento transformara em sua própria autobiografia, O Boho-Folk do Mato. O clipe foi dirigido por Victor Zaiden. 
Juntamente com outras faixas, especialmente Sem Saber, de Marcelo Cameron, o disco Entressafra – ou canções para se ouvir ligeiramente ébrio também fora lançado no início de 2019, com cerca de sete meses de antecedência a Boho. A capa conta com foto de Rafael Bouças.

### 2020 em diante: A internacionalização
Em meados de 2019 após receber a titulação de doutor, Sarmento sai por uma aventura na Europa e volta com um disco improvisado. Por lá, encontrou o baterista Gui Amaral e o baixista Rodolfo Krieger, integrante da inativa banda Cachorro Grande, gravou um disco com 15 faixas, e novamente Nando Costa mixou e masterizou o disco – desta vez direto de Los Angeles. O disco é baseado nas experiências desta viagem de Sarmento pela Islândia, Espanha, Pompeia, Liverpool, Londres e Nottingham – onde o álbum recebera o título e a certeza de ser gravado por conta da ida na taverna Ye Olde Trip to Jerusalém, considerada uma das mais antigas do mundo ainda em atividade, desde 1189 – uma vez que apenas uma música sua antiga entrou no corte final.
Antes do lançamento do primeiro single, Sistine Chapel Girl, dois EP's foram lançados com as músicas escondidas entre as dos álbuns anteriores e um vídeo-documentário dividido em cinco episódios sobre as gravações de Boho. O segundo single do novo disco fora lançado no dia 22 de junho de 2020 e seu clipe, também dirigido por Victor Zaiden, no dia seguinte. O próximo single, Godafoss, tem previsão de ser lançado no final de Julho do mesmo ano.
Sarmento agora trabalha intensamente na divulgação deste trabalho internacional e na tentativa de um possível álbum bilíngue de covers nacionais e internacionais, sejam simples reproduções diretas, arranjos originais ou traduções de músicas ainda não feitas.

## Discografia
| Álbum                                                     | Ano  |
| --------------------------------------------------------- | ---- |
| O que fizeram com você?                                   | 2010 |
| Quando as cores acabarem                                  | 2013 |
| Folk It!                                                  | 2017 |
| Entressafra – ou canções para se ouvir ligeiramente ébrio | 2019 |
| Boho                                                      | 2019 |
| Ye Olde Road to Reyourselfing                             | 2020 |

## Singles e EP's
| EP / Single            | Ano  |
| ---------------------- | ---- |
| Precisava Mesmo Disso? | 2020 |
| Eu Ouvi Dizer          | 2020 |
| Sistine Chapel Girl    | 2020 |
| Stop Talking to Me     | 2020 |
| Godafoss               | 2020 |

## Clipes
- Obrigado
- A Essa Hora da Noite
- O Boho-Folk do Mato (O Cowboy do Asfalto)
- Toda Garrafa tem uma História
- Iris (It is what it is)
- Muito Prazer
- Braile do Corpo
- Precisava Mesmo Disso?
- Canção para se perder o medo da chuva (lyric video)
- Stop Talking to Me
- Spanish Londrina
- Sistine Chapel Girl (em produção)

Todos os Clipes podem ser encontrados no canal de Youtube do artista.